# Véronique Mourousi
Véronique Audemard d’Alançon, née le 5 avril 1961 à Angers (Maine-et-Loire) et morte le 17 juillet 1992 à Paris 16e, est une journaliste française, épouse d'Yves Mourousi. Elle est la dernière née d'une fratrie de dix-sept enfants de la famille Audemard d'Alançon.

## Biographie
Fille d'un officier de cavalerie, le colonel Éric Audemard d’Alançon, et de son épouse, née Gisèle Razsovich, Véronique, jeune journaliste au magazine militaire TAM (Terre, air, mer), se fiance avec, puis épouse le journaliste et présentateur du journal télévisé de TF1, Yves Mourousi, contre l’avis de ses parents, le 28 septembre 1985. Le mariage a lieu à l'église Saint-Paul de Nîmes où ils sont unis par l'abbé Bruno Petit. Leur mariage, qui a lieu en pleine Feria, est très médiatisé par Yves Mourousi lui-même. Yves Mourousi a pour témoins Dominique Baudis et Bernard Tapie.

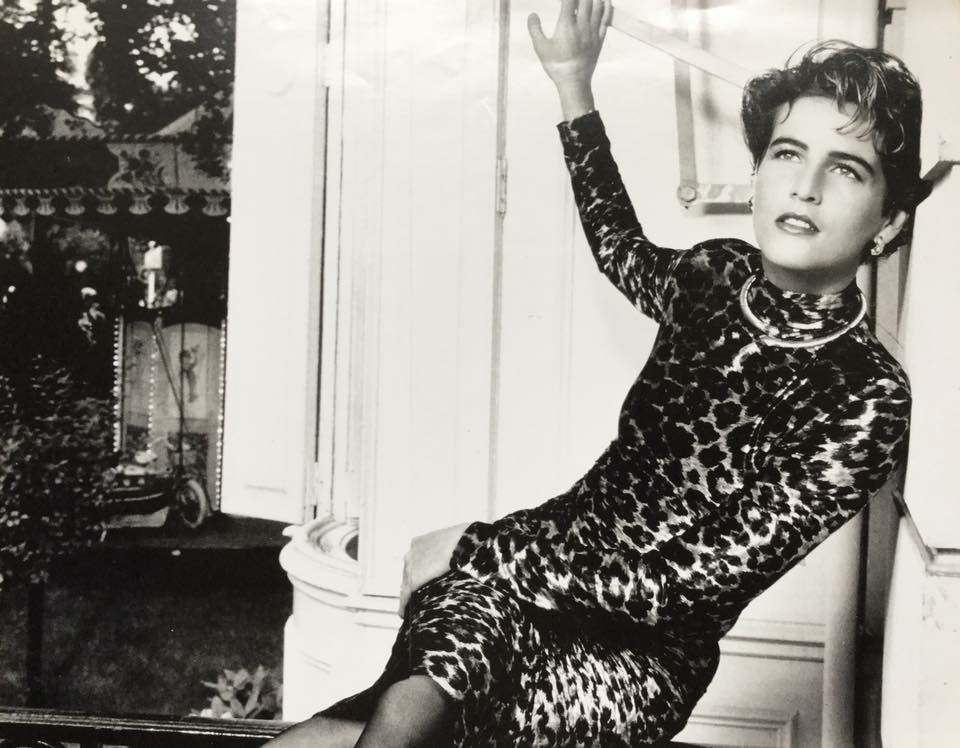
Véronique Mourousi en 1989.

La rumeur prêtant à Yves Mourousi des aventures homosexuelles, ce mariage a été parodié par une fausse cérémonie entre Coluche et Thierry Le Luron  le 25 septembre 1985, quelques jours avant la cérémonie,. Véronique et Yves Mourousi ont eu une fille, Sophie, née le 20 juillet 1986.
En 1987, Véronique Mourousi, enceinte, perd leur deuxième enfant lors d'un grave accident de voiture à Paris. 
Elle est décédée d'une méningo-encéphalite foudroyante, à trente-et-un ans, le 17 juillet 1992.
Elle est inhumée le 20 juillet, date d'anniversaire des cinquante ans de son mari et des six ans de sa fille, au cimetière du Montparnasse, où Yves Mourousi a été enterré à ses côtés le 9 avril 1998.